# Zak Brown
Zakary Challen "Zak" Brown, född 7 november 1971, är en amerikansk entreprenör och företagsledare och före detta professionell racerförare. Han är sedan 2016 VD för det brittiska konglomeratet McLaren Technology Group, ägarbolaget till Formel 1-stallet McLaren Racing Limited. Brown är också medgrundare och delägare i racingstallet United Autosports som tävlar i bland annat sportvagnsracingserierna Le Mans 24-timmars och Le Mans Series. Han har också grundat och drivit Just Marketing International, Inc., som är den största reklambyrån inom internationell motorsport, företaget köptes av Chime Communications Limited 2013 och blev fusionerat med deras dotterbolag CSM Sport & Entertainment.
Mellan 1991 och 2013 körde han professionell motorsport i serier så som American Le Mans Series, Atlantic Championship, Blancpain Endurance Series, brittiska F3-mästerskapet, brittiska GT-mästerskapet, FIA GT, FIA GT3-EM, Indy Lights, Rolex Sports Car Series och tyska F3-mästerskapet.